# (6937) Valadon
(6937) Valadon (1010 T-2) – planetoida z pasa głównego asteroid okrążająca Słońce w ciągu 5,23 lat w średniej odległości 3,01 j.a. Odkryta 29 września 1973 roku.